# پی‌یرو آنجلا
پی‌یرو آنجلا (ایتالیایی: Piero Angela؛ ‏ ایتالیایی: [ˈpjɛːro ˈandʒela]؛ زادهٔ ۲۲ دسامبر ۱۹۲۸ - ۱۳ اوت ۲۰۲۲) فیلم‌نامه‌نویس، نوازنده پیانو، روزنامه‌نگار و مجری تلویزیون اهل ایتالیا است.
از فیلم‌ها یا مجموعه‌های تلویزیونی که وی در آن‌ها نقش داشته است، می‌توان به کنترل اشاره نمود.